# Flujo de un campo vectorial
El flujo de un campo vectorial es una magnitud escalar (o pseudoescalar) que se define como la integral del campo vectorial sobre una superficie bidimensional. 
Dado un campo vectorial {\displaystyle \mathbf {V} } definido sobre una superficie S, el flujo de este campo sobre esta superficie viene dado por:

{\displaystyle \Phi _{\mathbf {V} }=\int _{S}\mathbf {V} \cdot \mathbf {n} \ dS}

Donde {\displaystyle \mathbf {n} } es el vector unitario y normal a la superficie dirigido hacia el exterior de la misma.

## Superficies cerradas
Si la superficie sobre la que se calcula el flujo es una superficie cerrada S y 
si el campo es diferenciable, el teorema de la divergencia permite calcular el flujo también como:

{\displaystyle \Phi _{\mathbf {V} }=\int _{V}{\boldsymbol {\nabla }}\cdot \mathbf {V} \ dV}

donde V es el volumen limitado por la superficie cerrada anterior.

## Superficies no cerradas
Si se tiene un campo solenoidal {\displaystyle \scriptstyle \mathbf {V} ={\boldsymbol {\nabla }}\times \mathbf {A} _{\mathbf {V} }} definido sobre una superficie simplemente conexa, no cerrada y con contorno suave entonces el flujo a través de esta superficie puede definirse como 

{\displaystyle \Phi _{\mathbf {V} }=\int _{\partial S}\mathbf {A} _{\mathbf {V} }\cdot \mathbf {t} \ dL}

donde {\displaystyle \scriptstyle \mathbf {t} } es el vector tangente a la curva que constituye el contorno de la superficie no cerrada.

## Aplicaciones
- Flujo eléctrico
- Flujo magnético
- Ecuaciones de Maxwell